# Feldflieger-Abteilung 11
Feldflieger-Abteilung Nr. 11 – FFA 11 jednostka obserwacyjna i rozpoznawcza lotnictwa niemieckiego Luftstreitkräfte z początkowego okresu I wojny światowej.

## Informacje ogólne
W momencie wybuchu I wojny światowej z dniem 1 sierpnia 1914 roku została utworzona we Fliegerersatz Abteilung Nr. 2 i weszła w skład większej jednostki 1 Kompanii Batalionu Lotniczego Nr.1 w Döberitz.
Pierwszym dowódcą jednostki został kapitan Helmuth Wilberg.
15 stycznia 1917 roku jednostka została przeformowana i zmieniona we Fliegerabteilung 277 (Artillerie) – (FAA 277).
W jednostce służyli m.in. Kurt Kloetzer i Josef Jacobs.

## Dowódcy eskadry
| Stopień | Nazwisko                    | Okres                          |
| ------- | --------------------------- | ------------------------------ |
| Kapitan | Helmuth Wilberg             | 01.08.1914 –                   |
| Kapitan | Karl-Friedrich Schweickhard | lipiec 1915 – październik 1915 |